# Heliosciurus rufobrachium
Heliosciurus rufobrachium là một loài động vật có vú trong họ Sóc, bộ Gặm nhấm. Loài này được Waterhouse mô tả năm 1842.